# Internationale Filmfestspiele von Cannes 2021
Die 74. Internationalen Filmfestspiele von Cannes wurden vom 6. bis zum 17. Juli 2021 veranstaltet. Das Festival hatte im Vorjahr aufgrund der COVID-19-Pandemie nicht in seiner gewohnten Form stattfinden können. Es stand 2021 erneut unter der Leitung von Präsident Pierre Lescure, während Thierry Frémaux als Generaldelegierter für die künstlerische Leitung verantwortlich war.

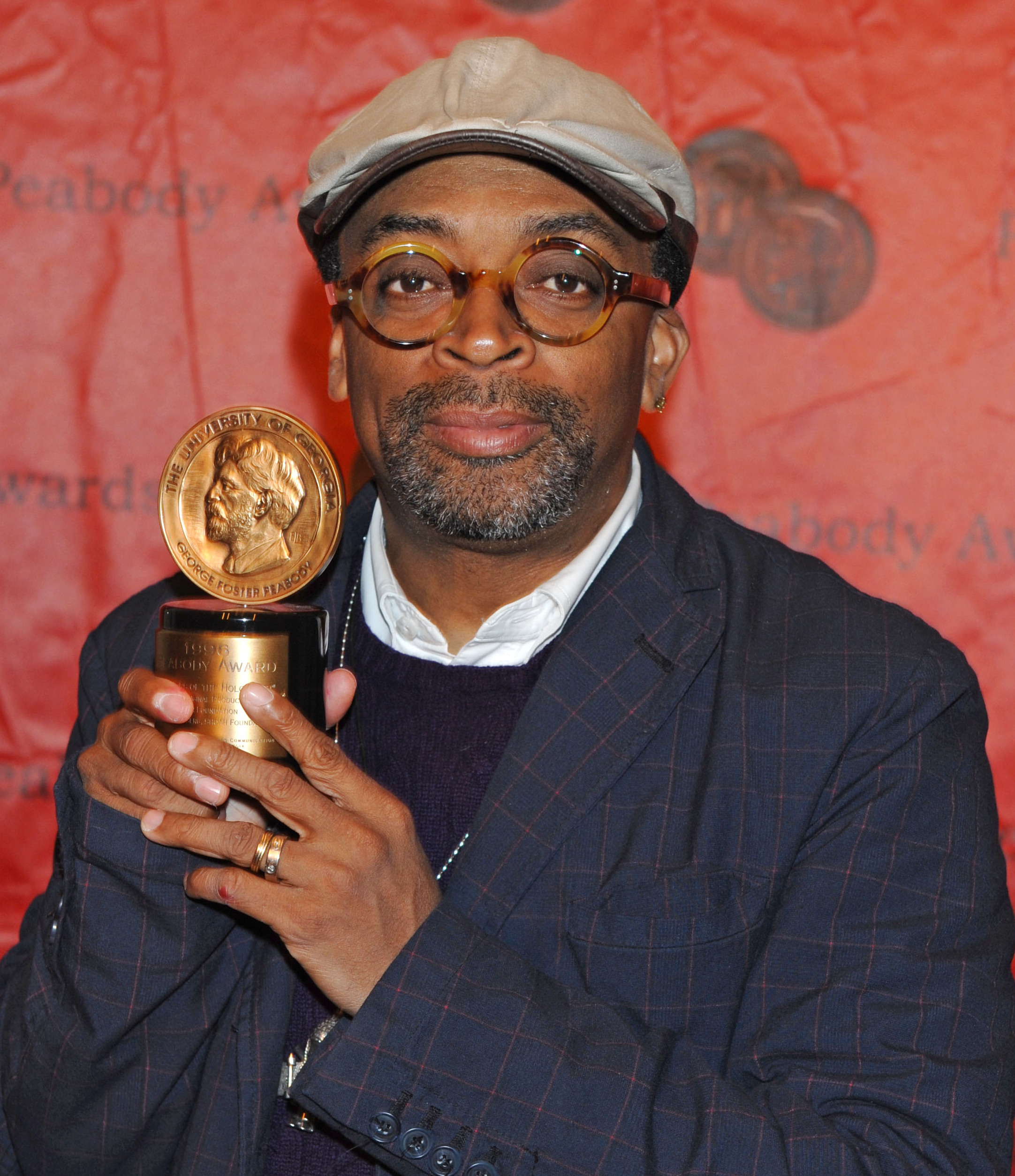
Spike Lee (2011)

Als Jurypräsident des Internationalen Wettbewerbs, in dem unter anderem die Goldene Palme für den besten Film des Festivals an Titane von Julia Ducournau vergeben wurde, fungierte der US-amerikanische Filmemacher Spike Lee. Als Moderatorin („maîtresse de cérémonie“) der Auftaktzeremonie und der abschließenden Preisgala wurde die französische Schauspielerin Doria Tillier ausgewählt.
Offiziell eröffnet wurde das Festival von dem koreanischen Filmemacher Bong Joon-ho, der 2019 für Parasite den Hauptpreis gewonnen hatte. Als Eröffnungsfilm wurde der Musicalfilm Annette von Leos Carax ausgewählt, als Abschlussfilm die französische Komödie OSS 117 – Liebesgrüße aus Afrika von Nicolas Bedos.
Bereits vor Festivalbeginn als Laureaten fest standen Jodie Foster und Marco Bellocchio, die mit dem Ehrenpreis des Festivals (Palme d’or d’honneur) ausgezeichnet wurden.

## Hintergrund

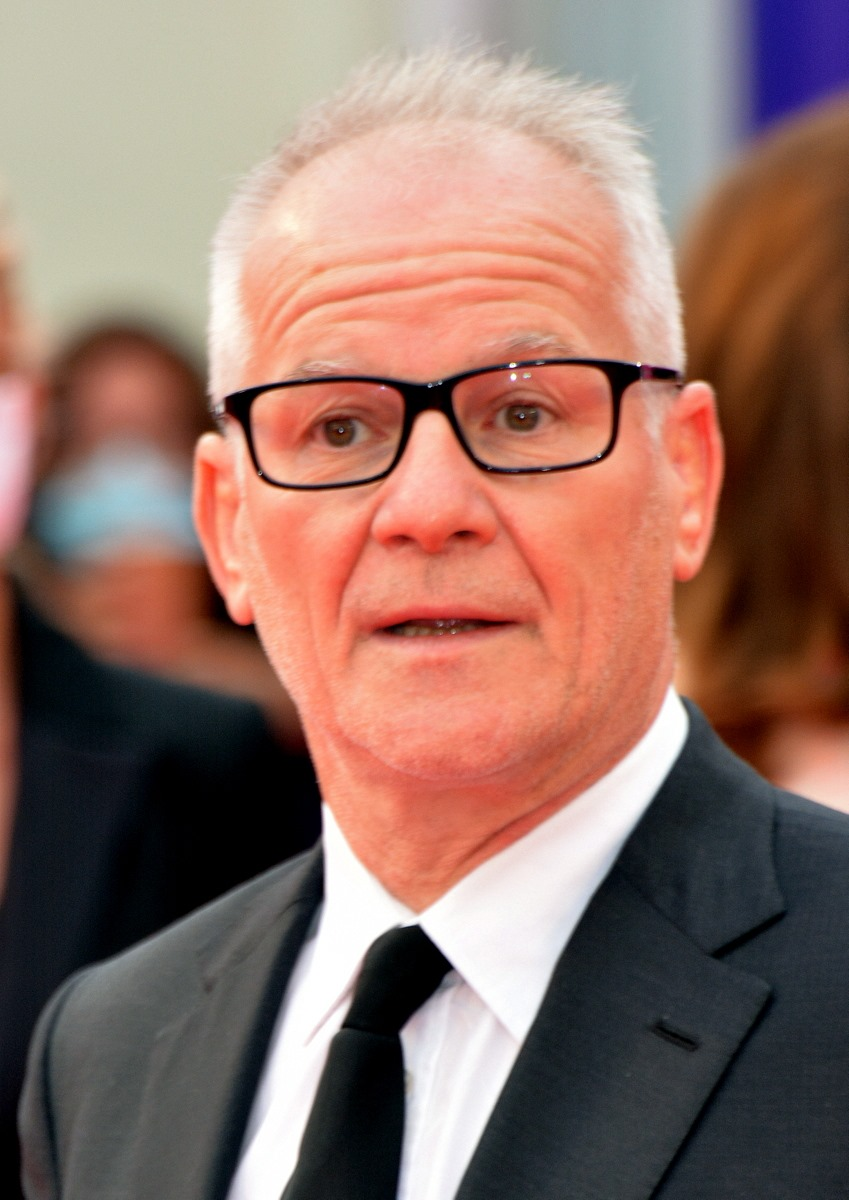
Thierry Frémaux, künstlerischer Leiter des Filmfestivals

Traditionell finden die Filmfestspiele von Cannes im Mai statt. Der ursprünglich geplante Termin, 11. bis 21. Mai 2021, konnte aufgrund der COVID-19-Pandemie nicht gehalten werden. Frémaux hatte bereits zuvor Ersatztermine für die erste und zweite Juli-Hälfte sowie für die zweite August-Hälfte in Aussicht gestellt (in der ersten August-Hälfte finden traditionell die Sommerferien in Frankreich statt). Wäre die Veranstaltung erst ab Mitte August abgehalten worden, hätte es ein kurzes Zeitfenster zu den konkurrierenden Filmfestspielen von Venedig gegeben, deren 78. Auflage vom 1. bis 11. September 2021 programmiert ist.
Das offizielle Programm wurde am 6. Juni 2021 bekannt gegeben. Bis zwei Tage vor Festivalbeginn wurden mehr als ein Dutzend weitere Filme in Nebensektionen nachgemeldet.

## Offizielle Auswahl

### Internationaler Wettbewerb
| 2021 zum wiederholten Mal in den Wettbewerb um die Goldene Palme eingeladen (* = ehemalige Gewinner der Goldenen Palme) |             |
| Regisseur/-in | Einladungen |
| Moretti* | 8           |
| Audiard* | 5           |
| Dumont, Farhadi, Ozon                                                                                                   | 4           |
| Carax, Haroun, Penn, Verhoeven, Weerasethakul*                                                                          | 3           |
| Anderson, Corsini, Hamaguchi, Kurzel, Serebrennikow, Trier                                                              | 2           |

#### Wettbewerbsjury
Als Nachfolger von Alejandro González Iñárritu, dem Jurypräsident des Jahres 2019, war Mitte Januar 2020 für die 73. Auflage Spike Lee bekannt gegeben worden. Er wäre damit der erste afroamerikanischer Künstler gewesen, der diese Aufgabe bei einem der großen Filmfestivals innegehabt hätte. Nach der Absage der 73. Auflage bestätigte Lee mehrere Male, dass er 2021 erneut als Jurypräsident nach Cannes reisen wird. Eine offizielle Bestätigung seitens der Festivalleitung erfolgte Mitte März 2021.
Der Filmregisseur, Drehbuchautor, Filmeditor und -produzent gilt als Begründer und Ikone des New Black Cinema sowie als Entdecker und Förderer anderer schwarzer Regisseure und Schauspieler, darunter die späteren Hollywood-Stars Halle Berry und Denzel Washington. Lee präsentierte sein Spielfilmdebüt Nola Darling beim Festival von Cannes 1986, wo er auch einen Preis gewann. Mit Do the Right Thing (Wettbewerb 1989), Jungle Fever (Teilnahme 1991), Summer of Sam (Teilnahme 1999) und dem Episodenfilm Ten Minutes Older – The Trumpet (Teilnahme 2002) erhielt er weitere Einladungen. Der große Erfolg stellte sich beim Festival 2018 mit der Einladung von BlacKkKlansman ein, der im Wettbewerb um die Goldene Palme konkurrierte und mit dem Großen Preis der Jury die zweitwichtigste Auszeichnung erhielt. 2020 hätte sein Kriegsdrama Da 5 Bloods in Cannes außer Konkurrenz gezeigt werden sollen, womit nach einem Streit 2017 auch wieder eine Netflix-Produktion in die Auswahl gelangt wäre.
Jurypräsident Spike Lee stehen bei der Vergabe der Festivalpreise acht Jurymitglieder zur Seite, die am 24. Juni 2021 benannt wurden. Zum vierten Mal in der Geschichte des Festivals nach 2009, 2014 und 2018 besteht die Jury mehrheitlich aus Frauen:
- Mati Diop, franko-senegalesische Regisseurin (Großer Preis der Jury 2019)
- Mylène Farmer, franko-kanadische Sängerin
- Maggie Gyllenhaal, US-Schauspielerin und Regisseurin
- Jessica Hausner, österreichische Filmregisseurin und Produzentin (Teilnehmerin am Wettbewerb 2019)
- Mélanie Laurent, französische Schauspielerin
- Kleber Mendonça Filho, brasilianischer Regisseur (Preis der Jury 2019, Wettbewerbsteilnehmer 2016)
- Tahar Rahim, französischer Schauspieler
- Song Kang-ho, koreanischer Schauspieler

#### Spielfilme
Anfang Juni 2020 wurde als erster Wettbewerbsfilm das Historiendrama Benedetta von Paul Verhoeven von Frémaux bestätigt, das bereits 2020 um die Goldene Palme hatte konkurrieren sollen. Insgesamt wurden 24 Filmproduktionen in den Wettbewerb eingeladen, darunter drei Projekte von vorherigen Wettbewerbssiegern. Acht Filmemacher konkurrieren zum ersten Mal um den Hauptpreis. Mit Rollen in drei Wettbewerbsfilmen war die französische Schauspielerin Léa Seydoux vertreten, die ihre Teilnahme am Festival aufgrund eines positiven COVID-19-Tests aber absagen musste.
| Film                                                                                               | Regie                     | Land                                                                                            | Darsteller (Auswahl)                                                              |
| -------------------------------------------------------------------------------------------------- | ------------------------- | ----------------------------------------------------------------------------------------------- | --------------------------------------------------------------------------------- |
| Annette                                                                                            | Leos Carax                | Frankreich, USA, Mexiko                                                                         | Adam Driver, Marion Cotillard                                                     |
| Bergman Island                                                                                     | Mia Hansen-Løve           | Frankreich, Schweden, Belgien, Deutschland                                                      | Mia Wasikowska, Vicky Krieps, Tim Roth, Anders Danielsen Lie                      |
| Benedetta                                                                                          | Paul Verhoeven            | Frankreich, Niederlande                                                                         | Virginie Efira, Daphné Patakia, Charlotte Rampling, Lambert Wilson                |
| Drive My Car (ドライブ・マイ・カー) (Doraibu mai kā)                                               | Ryūsuke Hamaguchi         | Japan                                                                                           | Hidetoshi Nishijima, Masaki Okada, Reika Kirishima                                |
| Flag Day                                                                                           | Sean Penn                 | USA                                                                                             | Sean Penn, Dylan Penn, Josh Brolin, Miles Teller                                  |
| In den besten Händen (La fracture / The Divide)                                                    | Catherine Corsini         | Frankreich                                                                                      | Pio Marmaï, Valeria Bruni Tedeschi, Marina Foïs, Jean-Louis Coulloc’h             |
| France                                                                                             | Bruno Dumont              | Belgien, Frankreich, Luxemburg                                                                  | Léa Seydoux, Blanche Gardin, Benjamin Biolay, Juliane Köhler                      |
| The French Dispatch                                                                                | Wes Anderson              | Deutschland, USA, Frankreich                                                                    | Timothée Chalamet, Frances McDormand, Bill Murray, Christoph Waltz, Tilda Swinton |
| Die Geschichte meiner Frau (A feleségem története / L’histoire de ma femme / The Story of My Wife) | Ildikó Enyedi             | Deutschland, Frankreich, Italien, Ungarn                                                        | Gijs Naber, Léa Seydoux, Louis Garrel                                             |
| Ha’derech (הדרך) (Le genou d’Ahed / Ahed’s knee)                                                   | Nadav Lapid               | Frankreich, Israel                                                                              | Nur Fibak, Avshalom Pollak                                                        |
| Haut et fort (Casablanca Beats)                                                                    | Nabil Ayouch              | Marokko, Frankreich                                                                             | Anas Basbousi, Ismail Adouab, Meryem Nekkach, Nouhaila Arif                       |
| Ghahreman (قهرمان) (Un héros / A Hero)                                                             | Asghar Farhadi            | Iran, Frankreich                                                                                | Amir Jadidi, Mohsen Tanabandeh, Sarina Farhadi                                    |
| Abteil Nr. 6 (Hytti nro 6 / Compartment No. 6)                                                     | Juho Kuosmanen            | Finnland, Russland, Estland, Deutschland                                                        | Juri Borissow, Seidi Haarla                                                       |
| Les intranquilles (The Restless)                                                                   | Joachim Lafosse           | Belgien, Frankreich, Luxemburg                                                                  | Leïla Bekhti, Damien Bonnard, Gabriel Merz Chammah, Luc Schiltz                   |
| Lingui – Heilige Bande (Lingui, the Sacred Bonds)                                                  | Mahamat-Saleh Haroun      | Frankreich, Deutschland                                                                         | Achouackh Abakar, Rihane Khalil Alio, Youssouf Djaoro                             |
| Memoria                                                                                            | Apichatpong Weerasethakul | Thailand, Kolumbien, Vereinigtes Königreich, Frankreich, Deutschland, Mexiko, VR China, Schweiz | Tilda Swinton, Jeanne Balibar, Elkin Díaz, Daniel Giménez Cacho                   |
| Nitram                                                                                             | Justin Kurzel             | Australien                                                                                      | Caleb Landry Jones, Judy Davis, Essie Davis, Anthony LaPaglia                     |
| Les Olympiades (Paris 13th District)                                                               | Jacques Audiard           | Belgien, Frankreich, Luxemburg                                                                  | Lucie Zhang, Makita Samba, Noémie Merlant, Jehnny Beth                            |
| Petrovy v grippe (Петровы в гриппе) (Petrov’s Flu / La fièvre de Petrov)                           | Kirill Serebrennikow      | Frankreich, Russland, Deutschland, Schweiz                                                      | Semjon Sersin, Tschulpan Chamatowa                                                |
| Red Rocket                                                                                         | Sean Baker                | USA                                                                                             | Simon Rex, Bree Elrod, Suzanna Son                                                |
| Titane                                                                                             | Julia Ducournau           | Frankreich, Belgien                                                                             | Vincent Lindon, Agathe Rousselle, Dominique Frot, Myriem Akheddiou                |
| Alles ist gut gegangen (Everything Went Fine)                                                      | François Ozon             | Frankreich                                                                                      | Sophie Marceau, André Dussollier, Géraldine Pailhas, Charlotte Rampling           |
| Drei Etagen (Three Floors)                                                                         | Nanni Moretti             | Italien                                                                                         | Riccardo Scamarcio, Margherita Buy, Alba Rohrwacher, Nanni Moretti                |
| Verdens verste menneske (Julie (en 12 chapitres))                                                  | Joachim Trier             | Frankreich, Norwegen, Dänemark, Schweden                                                        | Renate Reinsve, Anders Danielsen Lie, Herbert Nordrum                             |

Außer Konkurrenz
- Aline (Aline, the Voice of Love) – Regie: Valérie Lemercier (Frankreich, Kanada, Belgien) – mit Valérie Lemercier, Sylvain Marcel, Danielle Fichaud
- Bac Nord – Regie: Cédric Jimenez (Frankreich) – mit Gilles Lellouche, Karim Leklou, François Civil
- Bi-Sang-Seon-Eon (Emergency Declaration) – Regie: Han Jae-rim (Südkorea) – mit Song Kang-ho, Jeon Do-yeon, Lee Byung-hun
- In Liebe lassen (De son vivant) – Regie: Emmanuelle Bercot (Frankreich) – mit Benoît Magimel, Catherine Deneuve, Cécile de France
- OSS 117 – Liebesgrüße aus Afrika (Abschlussfilm) – Regie: Nicolas Bedos (Frankreich) – mit Jean Dujardin, Fatou N’Diaye, Pierre Niney, Natacha Lindinger, Wladimir Yordanoff
- Stillwater – Gegen jeden Verdacht (Stillwater) – Regie: Tom McCarthy (USA) – mit Matt Damon, Camille Cottin, Abigail Breslin
- The Velvet Underground – Regie: Todd Haynes (USA) – Dokumentarfilm
- Wo ist Anne Frank (Where Is Anne Frank) – Regie: Ari Folman (Belgien, Frankreich, Niederlande, Luxemburg, Israel) – Animationsfilm

Cannes Premières
Diese Reihe wurde erstmals bei der Auflage 2021 für Filme eingeführt, für die kein Platz im Wettbewerb war.
- Belle (竜とそばかすの姫 / Belle: Ryū to Sobakasu no Hime) – Regie: Mamoru Hosoda (Japan) – Animationsfilm
- Cette musique ne joue pour personne (Love Songs For Tough Guys) – Regie: Samuel Benchetrit (Frankreich, Belgien) – mit François Damiens, Ramzy Bedia, Vanessa Paradis
- Cow – Regie: Andrea Arnold (Vereinigtes Königreich) – Dokumentarfilm
- Evolution – Regie: Kornél Mundruczó
- Dangsin-Eolgul-Apeseo (In Front Of Your Face) – Regie: Hong Sang-soo (Südkorea)
- Jane par Charlotte (Jane by Charlotte) – Regie: Charlotte Gainsbourg (Frankreich) – Dokumentarfilm
- JFK Revisited – Die Wahrheit über den Mord an John F. Kennedy (JFK Revisited: Through the Looking Glass) – Regie: Oliver Stone (USA) – Dokumentarfilm
- Marx puó aspettare (Marx Can Wait) – Regie: Marco Bellocchio (Italien) – Dokumentarfilm
- Mothering Sunday (Vereinigtes Königreich) – Regie: Eva Husson – mit Olivia Colman, Colin Firth, Josh O’Connor
- Für immer und ewig (Serre moi fort) – Regie: Mathieu Amalric (Frankreich, Deutschland) – mit Vicky Krieps, Arieh Worthalter
- Tromperie (Deception) – Regie: Arnaud Desplechin (Frankreich) – mit Léa Seydoux, Denis Podalydès, Emmanuelle Devos
- Val – Regie: Ting Poo & Leo Scott (USA) – Dokumentarfilm
- Vortex – Regie: Gaspar Noé (Frankreich) – mit Dario Argento, Françoise Lebrun, Alex Lutz

Mitternachtsaufführungen (Séances de minuit)
- Oranges sanguines (Bloody Oranges) – Regie: Jean-Christophe Meurisse (Frankreich) – mit Alexandre Steiger, Christophe Paou, Lilith Grasmug
- Suprêmes – Regie: Audrey Estrougo (Frankreich) – mit Théo Christine, Sandor Funtek
- Tralala – Regie: Arnaud und Jean-Marie Larrieu (Frankreich) – mit Mathieu Amalric, Mélanie Thierry, Bertrand Belin, Maïwenn, Josiane Balasko, Denis Lavant

Sonderaufführungen (Séances spéciales)
- Animal – Regie: Cyril Dion (Frankreich) – Dokumentarfilm
- Babi Yar. Context – Regie: Sergei Loznitsa (Ukraine, Niederlande) – Dokumentarfilm
- Bigger Than Us – Regie: Flore Vasseur – Dokumentarfilm
- Machbarot shchorot (Black Notebooks) – Regie: Shlomi Elkabetz (Israel) – Dokumentarfilm
- La croisade (The Crusade) – Regie: Louis Garrel – mit Louis Garrel, Laetitia Casta, Joseph Engel
- H6 – Regie: Yé Yé (Frankreich, VR China) – Dokumentarfilm
- Les héroïques (The Heroics) – Regie: Maxime Roy (Frankreich) – mit François Creton, Richard Bohringer, Ariane Ascaride, Clotilde Courau, Patrick d’Assumçao
- I am so Sorry – Regie: Zhao Liang (Frankreich) – Dokumentarfilm
- Invisible Demons – Regie: Rahul Jain (Indien, Finnland, Deutschland) – Dokumentarfilm
- Marcher sur l’eau (Above Water) – Regie: Aïssa Maïga – Dokumentarfilm
- O Marinheiro das Montanhas (Mariner of the Mountains / Le marin des montagnes) – Regie: Karim Aïnouz (Brasilien) – Dokumentarfilm
- Mi iubita, mon amour – Regie: Noémie Merlant (Frankreich) – mit Gimi-Nicolae Covaci, Noémie Merlant
- New Worlds: The Cradle of Civilization – Regie: Andrew Muscato (Griechenland, USA) – mit Bill Murray, Jan Vogler, Mira Wang und Vanessa Perez
- La panthère des neiges (The Velvet Queen) – Regie: Marie Amiguet (Frankreich) – Dokumentarfilm
- Re dai wang shi (Are you lonesome tonight?) – Regie: Wen Shipei (VR China) – mit Sylvia Chang, Eddie Peng
- The Star – Regie: Nadav Lapid (Israel, USA) – mit Tom Mercier, Naama Preis, Noah Lapid Preis, Noa Har Zion
- The Story of a Film – Regie: Mark Cousins (Vereinigtes Königreich) – Dokumentarfilm
- The Year Of The Everlasting Storm – Regie: Jafar Panahi, Anthony Chen, Malik Vitthal, Laura Poitras, Dominga Sotomayor, David Lowery, Apichatpong Weerasethakul (Chile, Iran, Singapur, USA, Thailand) – Dokumentarfilm

### Un Certain Regard

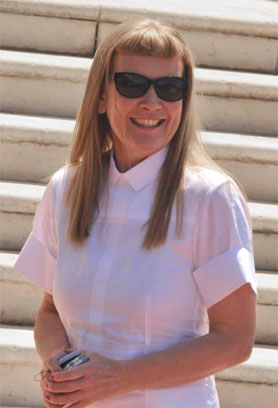
Jurypräsidentin Andrea Arnold

In der Reihe Un Certain Regard (deutsch „Ein gewisser Blick“) werden vornehmlich Werke von weniger bekannten Filmemachern gezeigt, die mit einem 30.000 Euro dotierten Preis ausgezeichnet werden.
Als Jurypräsidentin der Sektion wurde Andrea Arnold ausgewählt. Die britische Filmemacherin konkurrierte mit ihren Spielfilmen dreimal um die Goldene Palme und gewann jeweils dreimal den Preis der Jury.
Neben Arnold wurden folgende Jurymitglieder ausgewählt:
- Daniel Burman, argentinischer Filmemacher
- Michael Covino, US-amerikanischer Filmemacher und Schauspieler (Teilnehmer an der Sektion Un Certain Regard 2019)
- Mounia Meddour, algerische Filmemacherin (Teilnehmerin an der Sektion Un Certain Regard 2019)
- Elsa Zylberstein, französische Schauspielerin

Als Eröffnungsfilm wurde Onoda – 10.000 Nächte im Dschungel ausgewählt.
| Film                                                                               | Regie                         | Land                                             | Darsteller (Auswahl)                                                                        |
| ---------------------------------------------------------------------------------- | ----------------------------- | ------------------------------------------------ | ------------------------------------------------------------------------------------------- |
| After Yang                                                                         | Kogonada                      | USA                                              | Colin Farrell, Jodie Turner-Smith, Haley Lu Richardson                                      |
| Bağlılık Hasan (Commitment Hasan)                                                  | Semih Kaplanoğlu              | Türkei                                           | Ece Yüksel, Umut Kurt, Jale Arıkan                                                          |
| Blue Bayou                                                                         | Justin Chon                   | USA                                              | Justin Chon, Alicia Vikander, Mark O’Brien                                                  |
| La civil                                                                           | Teodora Mihai                 | Belgien, Mexiko, Rumänien                        |                                                                                             |
| Delo (Дело) (House Arrest)                                                         | Alexei German junior          | Russland                                         | Merab Ninidze, Swetlana Chodtschenkowa, Alexandra Bortitsch, Alexander Pal, Anna Michalkowa |
| Eine gute Mutter (Bonne mère)                                                      | Hafsia Herzi                  | Frankreich                                       | Halima Benhamed, Sabrina Benhamed, Justine Grégory                                          |
| Die Fäuste gelockert (Разжимая кулаки)                                             | Kira Kowalenko                | Russland                                         | Milana Aguzarova, Alik Karaev, Soslan Khugaev                                               |
| Feuernacht (Noche de fuego)                                                        | Tatiana Huezo                 | Mexico                                           | Mayra Batalla, Norma Pablo, Olivia Lagunas                                                  |
| Freda                                                                              | Gessica Généus                | Haiti, Benin, Frankreich                         | Néhémie Bastien, Fabiola Remy, Djanaïna François                                            |
| Gaey Wa’r (Streetwise)                                                             | Jiazuo Na                     | VR China                                         |                                                                                             |
| Große Freiheit                                                                     | Sebastian Meise               | Österreich, Deutschland                          | Franz Rogowski, Georg Friedrich, Anton von Lucke                                            |
| Lamb (Dýrið)                                                                       | Valdimar Jóhannsson           | Island, Schweden, Polen                          | Noomi Rapace, Hilmir Snær Guðnason                                                          |
| Let There Be Morning (תן לזה להיות בוקר) (Let It Be Morning / Et il y eu un matin) | Eran Kolirin                  | Israel, Frankreich                               | Alex Bachri, Juna Suleiman, Salim Daw                                                       |
| Mes frères et moi (La Traviata, My Brothers and I)                                 | Yohan Manca                   | Frankreich                                       | Sofian Khammes, Dali Benssalah, Judith Chemla, Maël Rouin Berrandou                         |
| Un monde (Playground)                                                              | Laura Wandel                  | Belgien                                          | Maya Vanderbeque, Günter Duret, Karim Leklou                                                |
| Moneyboys                                                                          | C. B. Yi                      | Österreich, Belgien, Frankreich, Taiwan          | Kai Ko, Bai Yufan                                                                           |
| Onoda – 10.000 Nächte im Dschungel (Onoda – 10 000 nuits dans la jungle)           | Arthur Harari                 | Frankreich, Deutschland, Belgien, Italien, Japan | Yûya Endô, Kanji Tsuda, Yūya, Matsuura                                                      |
| Rehana Maryam Noor                                                                 | Abdullah Mohammad Saad        | Bangladesch                                      | Azmeri Haque Badhon, Afia Zahin, Kazi Sami Hasan                                            |
| De uskyldige (The Innocents)                                                       | Eskil Vogt                    | Norwegen, USA, Dänemark, Schweden, Finnland      | Rakel Lenora Fløttum, Alva Brynsmo Ramstad, Sam Ashraf                                      |
| Women Do Cry (Жените плачат)                                                       | Wessela Kasakowa, Mina Milewa | Bulgarien, Frankreich                            | Jossif Sartschadschiew, Marija Bakalowa, Raliza Stojanowa                                   |

### Kurzfilmwettbewerb
Der Jury des Kurzfilmwettbewerbs steht 2021 kein Mitglied vor, wie es in der Vergangenheit üblich war. Sie besteht paritätisch aus drei Frauen und drei Männern und wurde im Vergleich zu 2019 um zwei Mitglieder vergrößert:
- Sameh Alaa, ägyptischer Filmemacher
- Kaouther Ben Hania, tunesische Filmemacherin
- Carlos Muguiro, spanischer Filmemacher und Lehrer
- Tuva Novotny, schwedische Schauspielerin und Filmemacherin
- Nicolas Pariser, französischer Filmemacher
- Alice Winocour, französische Filmemacherin

| Film                                        | Regie                 | Land                    | Länge (in min) |
| ------------------------------------------- | --------------------- | ----------------------- | -------------- |
| Céu de Agosto (August Sky)                  | Jasmin Tenucci        | Brasilien, Island       | 15’            |
| Det er i jorden (In the Soil)               | Casper Kjeldsen       | Dänemark                | 14’            |
| Haut les coeurs (The Right Words)           | Adrian Moyse Dullin   | Frankreich              | 15’            |
| Noite turva (Throgh the Haze)               | Diogo Salgado         | Portugal                | 14’            |
| Orthodontics                                | Mohammadreza Mayghani | Iran                    | 14’            |
| Pa vend (Displaced)                         | Samir Karahoda        | Kosovo                  | 15’            |
| Severen pol (North Pole)                    | Marija Apchevska      | Nordmazedonien, Serbien | 15’            |
| Sideral                                     | Carlos Segundo        | Brasilien, Frankreich   | 15’            |
| Tian xia wu ya (All the Crows in the World) | Tang Yi               | Hongkong                | 14’            |
| Xue yun (Absence)                           | Wu Lang               | VR China                | 15’            |

### Cinéfondation
Für die 1998 ins Leben gerufene Reihe Cinéfondation werden Kurzfilmarbeiten aus der ganzen Welt ausgewählt, darunter sowohl Animations- als auch Realfilme. Das Programm richtet sich an Filmstudenten. Als Jury fungiert die Kurzfilmjury.
| Film                                                                    | Regie                      | Land (Hochschule)                                                         | Länge (in min) |
| ----------------------------------------------------------------------- | -------------------------- | ------------------------------------------------------------------------- | -------------- |
| Bestie wokół nas (Beasts Among Us)                                      | Natalia Durszewicz         | Polen (PWSFTviT)                                                          | 6’             |
| Bill and Joe go Duck Hunting                                            | Auden Lincoln-Vogel        | USA (University of Iowa)                                                  | 21’            |
| Billy Boy                                                               | Sacha Amaral               | Argentinien (Universidad Nacional de las Artes)                           | 25’            |
| La caída del vencejo (The Fall of the Swift)                            | Gonzalo Quincoces          | Spanien (ESCAC)                                                           | 13’            |
| Cantareira                                                              | Rodrigo Ribeyro            | Brasilien (Academia Internacional de Cinema – AIC)                        | 24’            |
| Cicada                                                                  | Yoon Daewoen               | Südkorea (Korea National University of Arts)                              | 17’            |
| L’enfant salamandre (The Salamander Child)                              | Théo Degen                 | Belgien (INSAS)                                                           | 26’            |
| Fonica M-120                                                            | Olivér Rudolf              | Ungarn (Színház- és Filmművészeti Egyetem – SZFE)                         | 24’            |
| Frida                                                                   | Aleksandra Odic            | Deutschland (DFFB)                                                        | 22’            |
| Frie mænd (Free Men)                                                    | Óskar Kristinn Vignisson   | Dänemark (Den Danske Filmskole)                                           | 28’            |
| Habikur (Night Visit)                                                   | Mya Kaplan                 | Israel (The Steve Tisch School of Film & Television, Tel Aviv University) | 25’            |
| King Max                                                                | Adèle Vincenti-Crasson     | Frankreich (La Fémis)                                                     | 26’            |
| Oyogeruneko (The Cat from the Deep Sea)                                 | Huang Menglu               | Polen (Musashino Art University)                                          | 50’            |
| Other Half                                                              | Lina Kalcheva              | Vereinigtes Königreich (NFTS)                                             | 13’            |
| Prin oraş circulă scurte poveşti de dragoste (Love Stories on the Move) | Carina-Gabriela Dașoveanu, | Rumänien (UNATC „I. L. Caragiale“)                                        | 21’            |
| Rudé boty (Red Shoes)                                                   | Anna Podskalská            | Tschechien (FAMU)                                                         | 14’            |
| Saint Android                                                           | Lukas von Berg             | Deutschland (Filmakademie Baden-Württemberg)                              | 6’             |

### Semaine internationale de la critique

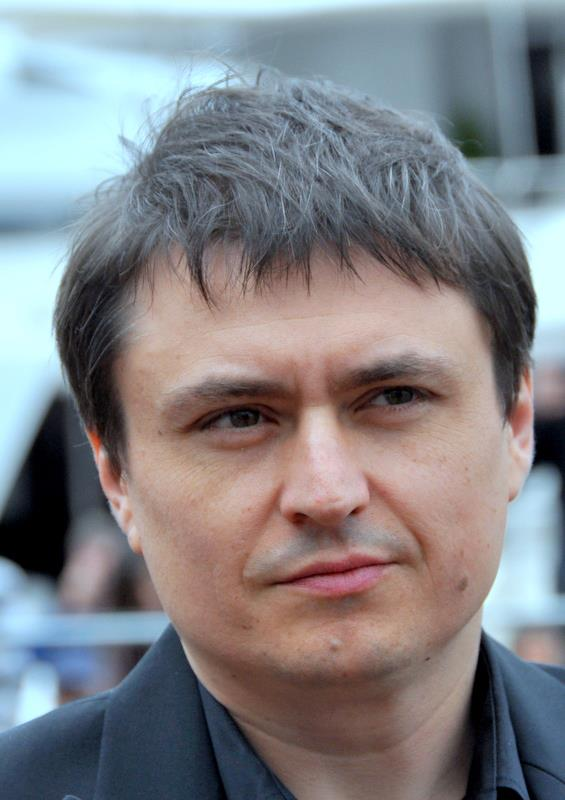
Jurypräsident Cristian Mungiu

Parallel zur Vergabe der Goldenen Palme widmet sich die seit 1962 bestehende Nebensektion Semaine de la critique (12. bis 20. Mai 2021) der Entdeckung neuer Talente. Ausgerichtet vom Syndicat français de la critique de cinéma konkurrieren ausschließlich Erstlingsfilme oder Zweitwerke junger Regisseure. Der Wettbewerb umfasste in der Vergangenheit stets sieben Spielfilme und sieben Kurzfilmarbeiten, die seit 1990 mit verschiedenen Preisen ausgezeichnet werden. Begleitet wird die „internationale Kritikerwoche“ von Sonderaufführungen zahlreicher Kurzfilme.
Als Jurypräsident wurde der rumänische Filmemacher Cristian Mungiu (Gewinner der Goldenen Palme 2007) berufen. Als weitere Jurymitglieder wurden der Filmproduzent Didar Domehri, die Schauspielerin und Sängerin Camélia Jordana, Filmproduzent Michel Merkt und Karel Och, künstlerischer Leiter des Internationalen Filmfestivals Karlovy Vary, eingeladen.
Das offizielle Programm wurde Anfang Juni 2021 vorgestellt.
| Film                                           | Regie                           | Land                                           | Darsteller (Auswahl)                                          |
| ---------------------------------------------- | ------------------------------- | ---------------------------------------------- | ------------------------------------------------------------- |
| Amparo                                         | Simón Mesa Soto                 | Kolumbien, Schweden, Deutschland, Katar        | Sandra Melissa Torres, Diego Alejandro Tobon, Luciana Gallego |
| Feathers                                       | Omar El Zohairy                 | Frankreich, Ägypten, Niederlande, Griechenland |                                                               |
| The Gravedigger’s Wife (La femme du fossoyeur) | Khadar Ayderus Ahmed            | Finnland, Deutschland, Frankreich              |                                                               |
| Libertad                                       | Clara Roquet                    | Spanien, Belgien                               | Vicky Peña, Nora Navas, David Selvas                          |
| Olga                                           | Elie Grappe                     | Schweiz, Ukraine, Frankreich                   |                                                               |
| Piccolo corpo (Small Body)                     | Laura Samani                    | Italien, Frankreich, Slowenien                 | Celeste Cescutti, Ondina Quadri                               |
| Rien à foutre (Zero Fucks Given)               | Julie Lecoustre, Emmanuel Marre | Belgien, Frankreich                            | Adèle Exarchopoulos, Alexandre Perrier, Mara Taquin           |

| Film                                                 | Regie                  | Land                         | Länge (in min) |
| ---------------------------------------------------- | ---------------------- | ---------------------------- | -------------- |
| Brutalia, Days of Labour (Brutalia, jours de labeur) | Manolis Mavris         | Griechenland, Belgien        | 26’            |
| Duo Li (Lili Alone / Lili, toute seule)              | Zou Jing               | VR China, Hongkong, Singapur | 22’            |
| Fank Ke (An Invitation)                              | Hao Zhao, Yeung Tung   | VR China                     | 13’            |
| Inherent                                             | Nicolai G. H. Johansen | Dänemark                     | 16’            |
| Interfon 15 (Intercom 15)                            | Andrei Epure           | Rumänien                     | 22’            |
| Ma Shelo Nishbar (If It Ain’t Broke)                 | Elinor Nechemya        | Israel                       | 24’            |
| Noir-soleil                                          | Marie Larrivé          | Frankreich                   | 20’            |
| Safe                                                 | Ian Barling            | USA                          | 16’            |
| Soldat noir                                          | Jimmy Laporal-Trésor   | Frankreich                   | 27’            |
| Über Wasser (On Solid Ground / Hors de l’eau)        | Jela Hasler            | Schweiz                      | 12’            |

Sonderaufführungen
- Eröffnungsfilm:

- Robuste (Robust) – Regie: Constance Meyer (Frankreich) – mit Gérard Depardieu, Déborah Lukumuena, Lola Dueñas

- Bruno Reidal (Bruno Reidal, Confession of a Murderer) – Regie: Vincent Le Port (Frankreich) – mit Dimitri Doré, Jean-Luc Vincent, Roman Villedieu
- Petite nature (Softie) – Regie: Samuel Theis (Frankreich) – mit Aliocha Reinert, Antoine Reinartz, Izïa Higelin
- Une jeune fille qui va bien (A Radiant Girl) – Regie: Sandrine Kiberlain (Frankreich) – mit Rebecca Marder, André Marcon, Anthony Bajon
- Sonderaufführung zum 60. Geburtstag der Sektion:

- Les Amours d’Anaïs (Anaïs in Love) – Regie: Charline Bourgeois-Tacquet (Frankreich) – mit Anaïs Demoustier, Valeria Bruni Tedeschi, Denis Podalydès

- Abschlussfilm:

- Eine Geschichte von Liebe und Verlangen (Une histoire d’amour et de désir) – Regie: Leyla Bouzid (Frankreich, Tunesien) – mit Sami Outalbali, Zbeida Belhajamor

### Quinzaine des réalisateurs
Die Nebenreihe Quinzaine des Réalisateurs (dt.: „Zwei Wochen der Regisseure“) wurde 1969 in Anlehnung an die ein Jahr zuvor stattgefundenen Maiunruhen ins Leben gerufen und wird von der Société des réalisateurs de films (SRF) organisiert. Gezeigt werden französische und ausländische Kurz-, Mittel- und Langfilme (sowohl Dokumentar- als auch Spielfilme), ohne dass ein Preis vergeben wird.
Das offizielle Programm wurde am 7. Juni 2021 bekannt gegeben. Eröffnungsfilm ist Ouistreham, Abschlussfilm Mon légionnaire.
| Film                                                                                     | Regie                                              | Land                                        | Darsteller (Auswahl)                                     |
| ---------------------------------------------------------------------------------------- | -------------------------------------------------- | ------------------------------------------- | -------------------------------------------------------- |
| A chiara                                                                                 | Jonas Carpignano                                   | Italien                                     |                                                          |
| A Night of Knowing Nothing                                                               | Payal Kapadia                                      | Indien, Frankreich                          |                                                          |
| Ali & Ava                                                                                | Clio Barnard                                       | Vereinigtes Königreich                      | Adeel Akhtar, Claire Rushbrook, Ellora Torchia           |
| Clara Sola                                                                               | Nathalie Álvarez Mesen                             | Deutschland, Costa Rica, Schweden           | Nathalie Álvarez Mesén, Maria Camila Arias               |
| De bas étage (A Brighter Tomorrow)                                                       | Yassine Qnia                                       | Frankreich                                  | Soufiane Guerrab, Souheila Yacoub                        |
| Diários de Otsoga (Journal de Tûoa / The Tsugua Diaries)                                 | Miguel Gomes Maureen Fazendeiro                    | Portugal, Frankreich                        | Carloto Cotta, Crista Alfaiate, João Nunes Monteiro      |
| El empleado y el patron (L’employeur et l’employé / The Employer and the Employee)       | Manuel Nieto Zas                                   | Uruguay, Argentinien, Brasilien, Frankreich | Nahuel Pérez Biscayart, Cristian Borges, Justina Bustos  |
| Europa                                                                                   | Haider Rashid                                      | Irak, USA, Italien                          | Adam Ali, Svetlana Yancheva, Mohamed Zouaoui             |
| Futura                                                                                   | Pietro Marcello, Francesco Munzi, Alice Rohrwacher | Italien                                     | Dokumentarfilm                                           |
| Întregalde                                                                               | Radu Muntean                                       | Rumänien                                    | Maria Popistașu, Alexandru Bogdan, Ilona Brezoianu       |
| Jadde khaki (Hit the Road)                                                               | Panah Panahi                                       | Iran                                        |                                                          |
| Die Magnetischen (Les magnétiques)                                                       | Vincent Maël Cardona                               | Frankreich, Deutschland                     | Thimotée Robart, Joseph Olivennes, Marie Colomb          |
| Luaneshat e kodrës (La colline où rugissent les lionnes / The Hill where Lionesses Roar) | Luàna Bajrami                                      | Kosovo, Frankreich                          | Flaka Latifi, Uratë Shabani, Era Balaj                   |
| Medusa                                                                                   | Anita Rocha da Silveira                            | Brasilien                                   | Lara Tremouroux, Mariana Oliveira                        |
| Mon légionnaire (Our Men)                                                                | Rachel Lang                                        | Frankreich, Belgien                         | Louis Garrel, Camille Cottin, Ina Marija Bartaitė        |
| Murina                                                                                   | Antoneta Alamat Kusijanović                        | Kroatien                                    | Gracija Filipovic, Danica Curcic, Leon Lucev             |
| Neptune Frost                                                                            | Saul Williams, Anisia Uzeyman                      | USA                                         | Eliane Umuhire                                           |
| Ouistreham (Between Two Worlds)                                                          | Emmanuel Carrère                                   | Brasilien, Niederlande, Frankreich          | Juliette Binoche, Hélène Lambert, Léa Carne              |
| Re Granchio (La légende du roi crabe / The Tale of King Crab)                            | Alessio Rigo de Righi, Matteo Zoppis               | Italien, Argentinien, Frankreich, Chile     | Gabriele Silli, Maria Alexandra Lungu, Bruno di Giovanni |
| Retour à Reims (Fragments) (Returning to Reims (Fragments))                              | Jean-Gabriel Périot                                | Frankreich                                  | Adèle Haenel                                             |
| The Souvenir Part II                                                                     | Joanna Hogg                                        | Vereinigtes Königreich, USA                 | Honor Swinton Byrne, Tilda Swinton, Tom Burke            |
| Yong an zhen gu shi ji (Ripples of Life)                                                 | Shujun Wei                                         | VR China                                    | Zishan Yang, Jiajia Wang                                 |
| Zwischen den Wellen (Entre les vagues)                                                   | Anaïs Volpé                                        | Frankreich                                  | Déborah Lukumuena, Souheila Yacoub, Sveva Alviti         |
| البحر أمامكم (Face à la mer / The Sea Ahead)                                             | Ely Dagher                                         | Libanon, Frankreich, Belgien, USA, Katar    | Manal Issa                                               |

| Film                                                   | Regie                       | Land              | Länge (in min) |
| ------------------------------------------------------ | --------------------------- | ----------------- | -------------- |
| Anxious Body                                           | Yoriko Mizushiri            | Japan, Frankreich | 6′             |
| El Espacio sideral (The Sidereal Space)                | Sebastián Schjaer           |                   | 17′            |
| Simone est partie (Simone Is Gone)                     | Mathilde Chavanne           | Frankreich        | 21′            |
| Sycorax                                                | Lois Patiño, Matías Piñeiro | Portugal          | 20′            |
| The Parents’ Room (La Chambre des parents)             | Diego Marcon                | Italien           | 11′            |
| The Vandal                                             | Eddie Alcazar               | USA               | 15′            |
| The Windshield Wiper                                   | Alberto Mielgo              | USA               | 14′            |
| Train Again                                            | Peter Tscherkassky          |                   | 20′            |
| When Night Meets Dawn (Quand la nuit rencontre l’aube) | Andreea Cristina Borțun     | Rumänien          | 20′            |

Sonderaufführungen
- The Souvenir – Regie: Joanna Hogg (Vereinigtes Königreich, USA) – mit Honor Swinton Byrne, Tilda Swinton, Tom Burke

Carrosse d’or
- Monrovia, Indiana – Regie: Frederick Wiseman (USA) – Dokumentarfilm

## Auszeichnungen
Die feierliche Preisverleihung für den offiziellen Wettbewerb, den Kurzfilmwettbewerb sowie die Vergabe der Caméra d’Or fand am letzten Festivaltag statt.

### Wettbewerb – Bester Spielfilm
- Goldene Palme für den besten Film: Titane – Regie: Julia Ducournau
- Großer Preis der Jury ex aequo: Asghar Farhadi (A Hero – Die verlorene Ehre des Herrn Soltani) und Juho Kuosmanen (Abteil Nr. 6)
- Preis der Jury ex aequo: Aheds Knie (Ahed’s Knee) – Regie: Nadav Lapid und Memoria – Regie: Apichatpong Weerasethakul
- Bester Darsteller: Caleb Landry Jones (Nitram)
- Beste Darstellerin: Renate Reinsve (Der schlimmste Mensch der Welt)
- Beste Regie: Leos Carax (Annette)
- Bestes Drehbuch: Ryūsuke Hamaguchi und Takamasa Ōe (Drive My Car)

### Wettbewerb – Bester Kurzfilm
- Goldene Palme: Tian xia wu ya (All the Crows in the World) – Regie: Tang Yi
- Lobende Erwähnung: Céu de Agosto (August Sky) – Regie: Jasmin Tenucci

### Caméra d’Or
Mit der Caméra d’Or („Goldene Kamera“) wird jährlich der beste Debütfilm in der offiziellen Auswahl preisgekrönt. Als Jurypräsidentin wurde die Schauspielerin Mélanie Thierry ausgewählt. Als weitere Jurymitglieder der verschiedenen Presse-, Industrie- und Berufsverbänden wurden Audrey Abiven, Romain Cogitore, Laurent Dailland, Pierre-Simon Gutman sowie als Gastkünstler Éric Caravaca berufen. Die Auszeichnung ging an Murina der Regisseurin Antoneta Alamat Kusijanović aus der Sektion Quinzaine des réalisateurs.

### Ehrenpreise
Bereits vor Festivalbeginn als Gewinner fest standen Jodie Foster und Marco Bellocchio, denen der Ehrenpreis des Festivals (Palme d’or d’honneur) zuerkannt wurde. Beide werden auch im Rahmen des Festivals Meisterklassen (Rendez-vous with…) abhalten, neben Matt Damon, Isabelle Huppert und Steve McQueen.
Die US-amerikanische Schauspielerin, Regisseurin und Filmproduzentin Foster erhielt bei der Eröffnungsgala am 6. Juli die Auszeichnung aus den Händen von Pedro Almodóvar. Foster hatte 1976 eine der Hauptrollen in dem preisgekrönten Film Taxi Driver bekleidet und war in den folgenden vier Jahrzehnten als Schauspielerin und Regisseurin mit sechs weiteren Filmen in Cannes präsent.
Der italienische Filmemacher Bellocchio wurde bei der abschließenden Preisverleihung am 17. Juli geehrt. Als Laudator fungierte Paolo Sorrentino. Bellocchio konkurrierte seit 1980 sieben Mal vergeblich im Wettbewerb um den Hauptpreis. Er stellte beim Festival außer Konkurrenz seinen neuen Dokumentarfilm Marx puó aspettare (Marx Can Wait) vor.

### Preise der Sektion „Un Certain Regard“
- Großer Preis: Unclenching the Fists – Regie: Kira Kowalenko[31][32]
- Preis der Jury: Große Freiheit – Regie: Sebastian Meise
- Preis für Originalität: Lamb – Regie: Valdimar Jóhannsson
- Ensemblepreis: Bonne mère – Regie: Hafsia Herzi
- Preis für Mut: La Civil – Regie: Teodora Ana Mihai
- Besondere Erwähnung: Feuernacht – Regie: Tatiana Huezo

### Weitere Preise
- Trophée Chopard: Jessie Buckley und Kingsley Ben-Adir[33]

Preise der Sektion „Cinéfondation“
- 1. Preis: Salamander Child – Regie: Théo Degen
- 2. Preis: Cicada – Regie: Yoon Daewoen
- 3. Preis: ex aequo: Love Stories on the Move – Regie: Carina Gabrila-Dasoveanu und Cantareira – Regie: Rodrigo Ribeyro

Preise der Sektion „Semaine de la critique“
- Nespresso Grand Prize: Feathers – Regie: Omar El Zohairy
- Prix SACD: Elie Grappe und Raphaëlle Desplechin für das Drehbuch von Olga
- Canal+ Short Film Award: Brutalia, Days of Labour – Regie: Manolis Mavris
- Gan Foundation Support for Distribution Prize: Zero Fucks Given – Regie: Julie Lecoustre, Emmanuel Marre
- Louis Roederer Foundation Rising Star Award: Sandra Melissa Torres in Amparo – Regie: Simón Mesa Soto
- Leitz Cine Discovery Award: Lili Alone – Regie: Zou Jing

Quinzaine des réalisateurs
- Prix SACD (bester französischsprachiger Film): Die Magnetischen (Les magnétiques) – Regie: Vincent Maël Cardona
- Label Europa Cinema Award: A Chiara – Regie: Jonas Carpignano
- Carosse d’or: Frederick Wiseman

FIPRESCI-Preis
- Wettbewerb: Drive My Car – Regie: Ryūsuke Hamaguchi
- Un Certain Regard: Un monde – Regie: Laura Wandel
- Nebensektionen: Feathers – Regie: Omar El Zohairy

Preis der ökumenischen Jury
- Drive My Car – Regie: Ryūsuke Hamaguchi

L'Oeil d’Or
- Bester Dokumentarfilm: A Night of Knowing Nothing – Regie: Payal Kapadia

Queer Palm
- The Divide – Regie: Catherine Corsini

Queer Palm Short Award
- Frida – Regie: Aleksandra Odic